# 洼堤乡
洼堤乡，是中华人民共和国内蒙古自治区呼伦贝尔市扎兰屯市下辖的一个乡镇级行政单位。

## 行政区划
洼堤乡下辖以下地区：
色吉拉呼村、孤山子村、铁矿村、青山村和德格吉勒呼村。